# 古特
48°18′36″N 22°34′58″E / 48.31000°N 22.58278°E
古特（烏克蘭語：Гут），是烏克蘭西部的村莊，隸屬外喀爾巴阡州的貝雷霍韋區。該村始建於1465年，面積0.88平方公里，海拔高度111米，2001年人口1,353，人口密度每平方公里1,546.29人。